# Gordon (Oregon)
Gordon az Amerikai Egyesült Államok északnyugati részén, Oregon állam Sherman megyéjében elhelyezkedő kísértetváros.
Első lakosa az 1875-ben ideérkező Tom Gordon ír bevándorló volt. A posta 1896 júliusa és decembere között működött.

## Fordítás
- Ez a szócikk részben vagy egészben  a   Gordon, Oregon című angol Wikipédia-szócikk ezen változatának fordításán alapul.  Az eredeti cikk szerkesztőit annak laptörténete sorolja fel. Ez a jelzés csupán a megfogalmazás eredetét és a szerzői jogokat jelzi, nem szolgál a cikkben szereplő információk forrásmegjelöléseként.